# Ле Рој (Њујорк)
Ле Рој (енгл. Le Roy) град је у америчкој савезној држави Њујорк.

## Демографија
По попису из 2010. године број становника је 4.391, што је 71 (-1,6%) становника мање него 2000. године.
| Група             | 2000.         | 2010.         |
| Белци             | 4.201 (94,2%) | 4.087 (93,1%) |
| Афроамериканци    | 110 (2,5%)    | 109 (2,5%)    |
| Азијати           | 25 (0,6%)     | 15 (0,3%)     |
| Хиспаноамериканци | 41 (0,9%)     | 103 (2,3%)    |
| Укупно            | 4.462         | 4.391         |